# قارچ فندقی جنوبی
قارچ فندقی جنوبی (Geastrum australe) نوعی قارچ است که غیرقابل خوردن می‌باشد.